# Tour della nazionale maschile di rugby a 15 del Sudafrica 1906-1907
Il tour del 1906-07 della nazionale sudafricana di rugby fu una serie di incontri amichevoli disputati da questa contro squadre britanniche di club e rappresentative delle Home Nations e della Francia.
Fu il primo tour del Sudafrica (ancora prima della costituzione dello stato avvenuta nel 1910) ed è considerato l'evento in cui venne coniato il termine "Springboks" come soprannome per la squadra sudafricana.
Il tour diede risultati molto lusinghieri per i sudafricani che si guadagnarono il rispetto delle squadre dell'emisfero nord e introdussero il Sudafrica tra i paesi di grande tradizione rugbistica. Nei test ufficiali persero solo con la Scozia e pareggiarono contro l'Inghilterra.
La vittoria contro il Galles fu una grande sorpresa per molti critici e determinò la fine della carriera internazionale per molti giocatori gallesi.
Su 29 incontri, gli Springboks ne vinsero 26, pareggiandone uno e perdendone 2.

## La squadra

### Management
- Manager: Cecil Carden
- Captain: Paul Roos

### Estremi
- Arthur Burmeister (Western Province)
- Steve Joubert (Western Province)
- Arthur Marsberg (Griqualand West)

### Tre quarti
- Sydney de Melker (Griqualand West)
- HA de Villiers (Western Province)
- Jack Hirsch (Eastern Province)
- Japie Krige (Western Province)
- Japie le Roux (Western Province)
- Bob Loubser (Western Province)
- Andrew Morkel (Transvaal)
- Anton Stegmann (Western Province)

### Mediani
- Harold 'Paddy' Carolin (Western Province)
- Frederick Dobbin (Griqualand West)
- Dirk Jackson (Western Province)
- Dietlof Mare (Western Province)

### Avanti
- Daniel Brink (Western Province)
- Douglas Brookes (Border)
- Adam Francis Burdett (Western Province)
- William Burger (Border)
- Henry Daneel (Western Province)
- Pietie le Roux (Western Province)
- William Martheze (Griqualand West)
- William Millar (Western Province)
- Douglas Morkel (Transvaal)
- William Morkel (Transvaal)
- William Allan Neill (Border)
- John Raaff (Griqualand West)
- Hubert Reid (Transvaal)
- Paul Roos (Western Province)

## Cronaca
Sistema di punteggio: meta = 3 punti, Trasformazione=2 punti.Punizione= 3 punti. drop calcio da mark= 4 punti.

### Prima parte del tour in Inghilterra e Galles
Il match contro Devon è noto per uno dei primi problemi di natura razziale. Tra i giocatori di Devon vi era Jimmy Peters, primo giocatore di colore della nazionale inglese. 
I giocatori sudafricani si rifiutarono di scendere in campo, e furono convinti a giocare dal commissario governativo per il Sud Africa, presente tra il pubblico.
| Northampton 26 settembre 1906 | East Midlands | 0 – 37 | Sudafrica XV |  |

| Leicester 29 settembre 1906 | Midlands | 0 – 29 | Sudafrica XV | Welford Road |

| Blackheath 3 ottobre 1906 | Kent | 0 – 21 | Sudafrica XV | Rectory Field |

| West Hartlepool 6 ottobre 1906 | Durham | 4 – 22 | Sudafrica XV |  |

| Newcastle upon Tyne 10 ottobre 1906 | Northumberland | 0 – 44 | Sudafrica XV | St James' Park, |

| Leeds 13 ottobre 1906 | Yorkshire | 0 – 34 | Sudafrica XV | Headingley |

| 17 ottobre 1906 | Devon     | 6 – 22                                                                   | Sudafrica XV | Plymouth County Ground (18 000 spett.) |
| \| \| \| \| \| mete: Roberts cp: Lillicrapp \| Marcatori \| mete: Dobbin (2) Stegmann Martheze trasf.: D Morkel (2) cp: D Morkel (2) \| |           |                                                                          |              |                                        |
| |           |                                                                          |              |                                        |
| mete: Roberts cp: Lillicrapp | Marcatori | mete: Dobbin (2) Stegmann Martheze trasf.: D Morkel (2) cp: D Morkel (2) |              |                                        |

| Taunton 20 ottobre 1906 | Somerset | 0 – 14 | Sudafrica XV |  |

| Richmond (North Yorkshire) 24 ottobre 1906 | Middlesex | 0 – 9 | Sudafrica XV |  |

| Newport 27 ottobre 1906                                              | Newport RFC | 0 – 8                              | Sudafrica XV | Rodney Parade (19 000 spett.) |
| \| \| \| \| \| \| Marcatori \| mete: Stegmann (2) trasf.:D Morkel \| |             |                                    |              |                               |
|                                                                      |             |                                    |              |                               |
|                                                                      | Marcatori   | mete: Stegmann (2) trasf.:D Morkel |              |                               |

| Cardiff 31 ottobre 1906                                           | Glamorgan County RFC | 3 – 6              | Sudafrica XV | Amrs Park (40 000 spett.) |
| \| \| \| \| \| mete: Joseph \| Marcatori \| mete: Stegmann (2) \| |                      |                    |              |                           |
|                                                                   |                      |                    |              |                           |
| mete: Joseph                                                      | Marcatori            | mete: Stegmann (2) |              |                           |

| Gloucester 3 novembre 1906 | Gloucestershire | 0 – 23 | Sudafrica XV | Town Club |

| Oxford 7 novembre 1906 | Università di Oxford | 3 – 24 | Sudafrica XV |  |

| Cambridge 10 novembre 1906 | Università di Cambridge | 0 – 29 | Sudafrica XV |  |

### In Scozia
| Hawick 13 novembre 1906 | South Scotland | 5 – 32 | Sudafrica XV | Mansfield Park |

| Arbitro: | HH Corley |

|                |    |  |
| Purves MacLeod | mt |  |

| Aberdeen 20 novembre 1906 | Northern Scotland | 3 – 35 | Sudafrica XV | Pittodrie |

### In Irlanda
| Arbitro: | JD Tulloch |

|                    |      |                            |
| Sugars (2) Maclear | mt   | Loubser (2) Krige Stegmann |
| J.C. Parke         | c.p. |                            |

| Dublino 27 novembre 1906 | Dublin University | 3 – 28 | Sudafrica XV | Lansdowne Road |

### Il test col Galles
Prima dell'incontro con i Galles, vi era la forte convinzione che il Galles avrebbe potuto vincere l'incontro.. Come scrisse un commentatore, non c'è nulla nel gioco sudafricano, che impedisca ai Gallesi di ripetere il successo dell'anno scorso …” (si riferiva alla storica ma contestata vittoria contro la Nuova Zelanda del 1905) . Quando una squadra denominata “Glamorgan XV” con molti nazionali Gallesi, venne costretta al pareggio contro Gloucester, alcuni dubbi entrarono nella mente di tifosi e tecnici. .
Nel frattempo vi era stato il ritiro della stella gallese Gwyn Nicholls. Alla notizia, i giocatori sudafricani espressero il loro dispacere di non poter affrontare questo famoso giocatore
Quando Billy Trew rinunciò a giocare nel Glamorgan XV contro Monmouthshire il 22 novembre, fu sorprendentemente proprio Nicholls a sostituirlo, e pochi giorni dopo egli stesso dichiarò al Daily Mirror che intendeva giocare contro gli Springboks
Il giorno del match, il Sud Africa era privo di alcune stelle compreso il metaman Stegmann, reduce da un infortunio subito a Belfast. Dopo un inizio aggressivo dei gallesi, i sudafricani chiusero il primo tempo in vantaggio per 6-0 grazie a due mete di Joubert e Loubser.
Gwyn Nicholls disputò un pessimo match. Nel secondo tempo, proprio un suo errore diede agli Springbock la terza meta: raccolta una pall'alta, l'aprì con troppa confidenza e Klondyke Raaff la intercettò correndo in meta. Joubert trasformò per l'11-0 finale, davanti ad una folla attonita.
Per molti giocatori gallesi fu l'ultimo match internazionale.
| Swansea 1º dicembre 1906                                                          | Galles    | 0 – 11                                          | Sudafrica | St. Helen's (40 000 spett.) |
| \| \| \| \| \| \| Marcatori \| mete: Joubert Loubser Raaff (c) trasf.: Joubert \| |           |                                                 |           |                             |
|                                                                                   |           |                                                 |           |                             |
|                                                                                   | Marcatori | mete: Joubert Loubser Raaff (c) trasf.: Joubert |           |                             |

### Il test con l'Inghilterra
| Londra 8 dicembre 1906                                      | Inghilterra | 3 – 3        | Sudafrica | Crystal Palace (40 000 spett.) |
| \| \| \| \| \| mete: Brooks \| Marcatori \| mete: Millar \| |             |              |           |                                |
|                                                             |             |              |           |                                |
| mete: Brooks                                                | Marcatori   | mete: Millar |           |                                |

### Ancora in giro per l'Inghilterra
| Manchester 12 dicembre 1906 | Lancashire | 8 – 11 | Sudafrica XV | Fallowfield |

| Carlisle 15 dicembre 1906 | Cumberland | 0 – 21 | Sudafrica XV | Devonshire Par |

| Richmond (North Yorkshire) 19 dicembre 1906 | Surrey | 0 – 20 | Sudafrica XV |  |

| Redrouth 22 dicembre 1906 | Cornwall | 3 – 9 | Sudafrica XV |  |

| Newport 26 dicembre 1906                                                                              | Monmouthshire | 0 – 17                                                              | Sudafrica XV | Rodney Parade |
| \| \| \| \| \| \| Marcatori \| mete: Jackson Daneel Stegmann trasf.: Mare Pen:Joubert Drop:Joubert \| |               |                                                                     |              |               |
| |               |                                                                     |              |               |
| | Marcatori     | mete: Jackson Daneel Stegmann trasf.: Mare Pen:Joubert Drop:Joubert |              |               |

### Contro i grandi club gallesi
| Llanelli 29 dicembre 1906                                                                                  | Llanelli RFC | 3 – 16                                                       | Sudafrica XV | Stradey Park |
| \| \| \| \| \| mete: Evans \| Marcatori \| mete: Loubser (2) Raaff trasf.: D. Morkel (2) Pen: D. Morkel \| |              |                                                              |              |              |
| |              |                                                              |              |              |
| mete: Evans                                                                                                | Marcatori    | mete: Loubser (2) Raaff trasf.: D. Morkel (2) Pen: D. Morkel |              |              |

| Cardiff 1º gennaio 1907                                                                           | Cardiff RFC | 17 – 0 | Sudafrica XV | Arms Park (27 000 spett.) |
| \| \| \| \| \| mete:Nicholls Gibbs Williams Gabe trasf.: Winfield Pen:Winfield \| Marcatori \| \| |             |        |              |                           |
|                                                                                                   |             |        |              |                           |
| mete:Nicholls Gibbs Williams Gabe trasf.: Winfield Pen:Winfield                                   | Marcatori   |        |              |                           |

### Contro la selezione francese
| Parigi 3 gennaio 1907 | Francia XV | 6 – 55                                                                                   | Sudafrica XV | Parco dei Principi |
| \| \| \| \| \| mete: Purves Jerome \| Marcatori \| mete: Dobbin (3) Mare (2) Loubser (2) Martheze (2) Hirsch (2) Reid Raaff trasf.:Mare (8) \| |            |                                                                                          |              |                    |
| |            |                                                                                          |              |                    |
| mete: Purves Jerome | Marcatori  | mete: Dobbin (3) Mare (2) Loubser (2) Martheze (2) Hirsch (2) Reid Raaff trasf.:Mare (8) |              |                    |